# Lucette Michaux-Chevry
Pour les articles homonymes, voir Michaux et Chevry.
Lucette Michaux-Chevry, née le 5 mars 1929 à Saint-Claude et morte le 9 septembre 2021 à Gourbeyre, en Guadeloupe, est une femme politique française.

## Biographie

### Situation personnelle
Née le 5 mars 1929 à Saint-Claude, Lucette Michaux-Chevry est la quatrième d'une fratrie de dix enfants. Titulaire d'une licence de droit, elle prête serment au barreau de Basse-Terre en 1954 et devient avocate.
Elle est la mère de deux enfants, dont Marie-Luce Penchard, secrétaire d'État puis ministre chargée de l'Outre-mer de 2009 à 2012 et qui lui succède à la mairie de Basse-Terre en 2014,.

### Parcours politique
Elle est élue pour la première fois en 1959, comme conseillère municipale de Saint-Claude. À l'époque, les femmes politiques sont rares. Elle s'engage initialement au Parti socialiste puis soutient Valéry Giscard d'Estaing lors de l'élection présidentielle de 1981, marquant un ancrage à droite qu'elle ne quittera plus.
Elle est conseillère générale de la Guadeloupe (élue dans le canton de Saint-Claude puis dans le canton de Gourbeyre) de 1976 à 1994 et présidente du conseil général de 1982 à 1985 ; elle devient la deuxième Française à diriger un département (après Évelyne Baylet en 1970). Elle crée son propre mouvement politique, Le Parti de la Guadeloupe (LPG). En 1987, elle est élue maire de Gourbeyre.
Élue députée lors des élections législatives de 1986, elle n’exerce pas ce mandat, étant nommée secrétaire d'État chargée de la Francophonie du gouvernement Chirac II, du 20 mars 1986 au 10 mai 1988, homme politique dont elle est une proche. Elle est la première femme issue de l'Outre mer à entrer au gouvernement. Elle est réélue députée en 1988 et en 1993 et devient ensuite présidente du conseil régional de la Guadeloupe en 1992, puis ministre déléguée auprès du ministre des Affaires étrangères, chargée de l'Action humanitaire et des Droits de l'homme du gouvernement Édouard Balladur, du 29 mars 1993 au 16 mai 1995.
Elle est élue sénatrice de la Guadeloupe le 24 septembre 1995, puis réélue le 26 septembre 2004. Au Sénat, elle est membre de la commission des Affaires étrangères, de la Défense et des Forces armées, du Groupe français de l'Union interparlementaire (UIP) et du Comité directeur du Fonds pour l'emploi dans les départements d'outre-mer et la collectivité territoriale de Saint-Pierre-et-Miquelon (FEDOM). Elle décide de ne pas se représenter lors des élections sénatoriales de 2011.
Elle perd la présidence du conseil régional en 2004 contre le socialiste Victorin Lurel. Sa défaite est suivie de celles de Gaston Flosse en Polynésie française en 2005 et de Jacques Lafleur en Nouvelle-Calédonie en 2007, marquant la fin d'une époque des proches de Jacques Chirac au pouvoir dans les territoires d'outre-mer français.
La querelle a toujours été très vive entre Gabrielle Louis-Carabin (députée et maire du Moule) et Lucette Michaux-Chevry. Les deux femmes multiplient les attaques. Amie personnelle de Jacques Chirac, Lucette Michaux-Chevry a toujours refusé de créer une section locale du RPR ou de l’UMP en Guadeloupe. À l’inverse, la députée-maire du Moule, se prévalant du soutien personnel de Nicolas Sarkozy, est passée outre. Lors de ses meetings en Guadeloupe, Nicolas Sarkozy, alors président de l’UMP, a dû multiplier les appels à l’union et l’unité derrière lui. Depuis, les querelles entre les deux femmes ont quelque peu diminué.
Lors de la grève générale aux Antilles françaises en 2009, Lucette Michaux-Chevry appelle tous les élus de la Guadeloupe à monter un front uni dans le dialogue avec le président Nicolas Sarkozy et à modifier profondément la politique mise en place dans les départements d'outre-mer par le gouvernement et les relations avec la métropole.
La liste qu'elle mène à Basse-Terre lors des élections municipales de 2014 l'emporte avec 56,4 % des voix dès le premier tour de scrutin. Réélue à la présidence de la communauté d'agglomération du Sud Basse-Terre, elle quitte ses fonctions de maire, comme elle l'avait annoncé peu avant son élection.
Aux élections départementales de 2015, le binôme qu'elle forme avec Simon Barlagne est éliminé au premier tour dans le nouveau canton de Basse-Terre incluant désormais la commune de Saint-Claude, dirigée par le Parti socialiste.
En janvier 2019, elle démissionne de la présidence de la communauté d'agglomération Grand Sud Caraïbe et annonce, à près de 90 ans, mettre un terme à sa carrière politique. Elle conserve toutefois sa fonction d'adjointe à la maire de Basse-Terre (sa fille Marie-Luce Penchard), qu'elle exerce de 2014 à 2020.
Surnommée « la dame de fer » ou « l'impératrice », « à la fois crainte et admirée » note Le Monde, elle conserve une influence sur la vie politique guadeloupéenne.

### Affaires judiciaires
En 2002, elle est condamnée à payer 20 000 euros pour « favoritisme dans l’attribution de marchés publics ». Toujours en 2002, elle est condamnée pour usage de faux ; dans une autre affaire, elle est condamnée avec sursis pour abus de confiance.
Lucette Michaux-Chevry est placée en garde à vue en janvier 2019, avec sa fille Marie-Luce et son petit-fils Alexandre Penchard, dans le cadre d'un vaste système de corruption et de détournements de fonds publics au préjudice de la communauté d’agglomération du Sud Basse-Terre. Elle meurt avant d’être jugée dans cette affaire.
En juillet 2020, à 91 ans, elle est entendue par la justice de Basse-Terre et placée en garde à vue pour une affaire de financement lors de la campagne d'Ary Chalus pour les élections régionales de 2015,. 
En décembre 2020, elle est condamnée en appel à deux ans de prison avec sursis pour n’avoir pas contrôlé le pompage, la production et la distribution d’eau potable dans une zone polluée par le chlordécone ainsi que pour avoir pollué l’environnement par défaut d’assainissement,.

### Mort et hommages
Elle meurt le 9 septembre 2021 à son domicile de Gourbeyre, des suites d'un cancer de la gorge, à l'âge de 92 ans.
De nombreuses personnalités politiques de tous bords lui rendent hommage, parmi lesquelles le président Emmanuel Macron et le ministre des Outre-mer Sébastien Lecornu, saluant sa longévité et ses combats pour la Guadeloupe,.
Sa dépouille est exposée le 12 septembre 2021 au palais du conseil départemental pour un hommage populaire, avant ses funérailles le lendemain à la cathédrale Notre-Dame-de-Guadeloupe de Basse-Terre, sous la présidence de David Macaire, administrateur apostolique du diocèse de Guadeloupe,.

## Détail des fonctions et des mandats

### Au gouvernement
- 20 mars 1986 – 10 mai 1988 : secrétaire d’État auprès du Premier ministre, chargée de la Francophonie.
- 30 mars 1993 – 11 mai 1995 : ministre déléguée auprès du ministre des Affaires étrangères, chargée de l'Action humanitaire et des Droits de l'homme.

### Au Parlement
- 2 avril 1986 : députée de la Guadeloupe.
- 23 juin 1988 – 1er mai 1993 : députée de la 4e circonscription de la Guadeloupe.
- 2 octobre 1995 – 30 septembre 2011 : sénatrice de la Guadeloupe.

### Au niveau local
- 1959-1965 : conseillère municipale de Saint-Claude.
- 1976-1982 : conseillère générale de la Guadeloupe (élue dans le canton de Saint-Claude).
- 1982-1994 : conseillère générale de la Guadeloupe (élue dans le canton de Gourbeyre).
- 1982-1985 : présidente du conseil général de la Guadeloupe.
- 1987-1995 : maire de Gourbeyre.
- 1992-2004 : présidente du conseil régional de la Guadeloupe.
- 1995-2001 et 2008-2014 : maire de Basse-Terre.
- 2012-2019 : présidente de la communauté d'agglomération du Sud Basse-Terre puis Grand Sud Caraïbe.
- 2014-2020 : adjointe au maire de Basse-Terre, chargée des finances.

### Autres
- Membre du Conseil économique et social.
- Conseillère du président de la République.
- Membre du bureau politique du Rassemblement pour la République.
- 2000-2005 : présidente d'Objectif Guadeloupe, puis présidente d'honneur à partir de 2005.